# Новости Центрального Телевидения
Новости Центрального Телевидения — бюллетень новостей Центрального телевидения. Включал в себя как собственно текущие новости, так и короткие актуальные репортажи. Выпускалась по 1-й, а до января 1989 года также и по 2-й программе

## История
Выпускается с 1956 года, в 1956-1960 гг. назывался «Последние известия», в 1960-1969 гг. - «Телевизионные новости», с января 1989 года - «Телевизионная служба новостей». С 1957 года в «Последние известия» стали добавлять по два-три киносюжета. Каждый сюжет длился от 2-3 до 4-5 минут. В 1956—1957 годах выходила в конце вещательного дня не каждый день. С июля 1956 года стали выходить в эфир два раза в день — в 19.00 и перед окончанием передач. Второй выпуск «Последних известий» повторялся на следующий день в конце дневных передач (в 14 — 16 часов) с некоторыми добавлениями. Некоторое время «Последние известия» выходили в эфир без дикторов. С января 1958 года вновь стала выходить с дикторами.

## Ведущие
- Геннадий Чертов;
- Аза Лихитченко и др.

## Заставка

### 1970 - 10 февраля 1986
С начала 1970 до 10 апреля 1986 года заставка несколько раз менялась. Первые заставки соответствовали заставке программы "Время" с музыкой соответствующей этой программе. Такое же было и оформление студии, но только с надписью "Новости".

### 10 февраля 1986 — 27 августа 1991
На синем фоне показывалась рамка с буквой «Н», где на горизонтальной полосе расположилось слово «НОВОСТИ». Использовалась музыка Георгия Свиридова «Время, Вперёд!». Студия — фон студии синий, слева фиолетовый скруглённый прямоугольник с буквой «Н» и словом «Новости», вместо которого периодически появляются кадры событий освещаемых в выпуске или карта. Мини-титры — белые заглавные буквы. Конечная заставка — неподвижный городской пейзаж.